# Yachya Yachluf
Yachya Yachluf (arabisch يحيى يخلف, DMG Yaḥyā Yaḫlif; * 1944 in Samach am See Genezareth, Völkerbundsmandat für Palästina) ist ein palästinensischer Schriftsteller.

## Leben
Er musste 1948 mit seiner Familie nach Jordanien fliehen. Yachluf studierte in Irbid und Ramallah. Erste Veröffentlichungen schriftstellerischer Arbeiten erfolgten in der Zeitung Filastin sowie der Zeitschrift al-Ufuq al-dschadid (Der neue Horizont) in Jerusalem. 1966 trat er der Fatah bei. Yachluf wurde Präsident des Verbandes palästinensischer Schriftsteller und Journalisten.

## Werke
- al-Muhra (Das Wildpferd), Kurzgeschichten, 1974
- Nadschran tahta s-Sifr (Nadjran unter Null), Roman, 1975
- Norma wa radschul ath-thaldsch (Norma und der Schneemensch), Kurzgeschichten, 1977